# Steirastoma pustulatum
Steirastoma pustulatum es una especie de escarabajo del género Steirastoma, familia Cerambycidae. Fue descrita científicamente por Drury en 1773.
Se distribuye por Jamaica. Posee una longitud corporal de 22 milímetros.